# Tula, Veracruz
Tula är en ort i Mexiko.   Den ligger i kommunen Xoxocotla och delstaten Veracruz, i den sydöstra delen av landet, 220 km öster om huvudstaden Mexico City. Tula ligger 2 146 meter över havet och antalet invånare är 214.
Terrängen runt Tula är huvudsakligen kuperad. Tula ligger nere i en dal. Runt Tula är det ganska tätbefolkat, med 83 invånare per kvadratkilometer. Närmaste större samhälle är Ciudad Mendoza, 19,0 km norr om Tula. I omgivningarna runt Tula växer i huvudsak blandskog.